# Jorgeus genesisii
Jorgeus genesisii är en stekelart som beskrevs av Ian D. Gauld 1997. Jorgeus genesisii ingår i släktet Jorgeus och familjen brokparasitsteklar. Inga underarter finns listade i Catalogue of Life.